# Хук, Уильям
Уильям Эдвард Хук (англ. William Edward Hook, 28 мая 1925, Нью-Рошелл — 10 мая 2010, Вашингтон) — американский шахматист, национальный мастер.

## Биография
Юность и раннюю молодость провел в Нью-Йорке. Занимался игрой в шахматы на деньги. Среди его противников в те годы был будущий чемпион мира Р. Фишер.
В 1957 г. женился и вместе с женой переехал в собственный дом на Британских Виргинских островах. Внес огромный вклад в развитие шахмат на данной территории. Организовал сборную Британских Виргинских островов, которая с 1968 г. стала принимать участие в шахматных олимпиадах. В период с 1968 по 2008 гг. сыграл на 17 олимпиадах (обычно играл на 1-й доске, на многих олимпиадах участвовал во всех матчах, проведенных командой). Особенно успешно выступал в конце 1970 — начале 1980-х гг. На олимпиаде 1980 г. показал лучший результат среди лидеров команд и завоевал индивидуальную золотую медаль (победил нескольких серьезных противников, например, в 1-м туре выиграл черными у финского гроссмейстера Х. Вестеринена).
Участвовал в ряде личных турниров высокого статуса: зональном турнире, Панамериканском чемпионате, открытых чемпионатах США и др. В 2006 г. принимал участие в чемпионате мира среди ветеранов.
Увлекался живописью и фотографией. Было проведено несколько персональных выставок его работ.
В 2008 г. выпустил книгу воспоминаний о своей шахматной карьере.

## Книга
- Hooked on Chess by Bill Hook ISBN 90-5691-220-8

## Спортивные результаты
| Год  | Город           | Соревнование                                               | +  | − | = | Результат | Место           |
| ---- | --------------- | ---------------------------------------------------------- | -- | - | - | --------- | --------------- |
| 1965 | Рио-Пьедрас     | Открытый чемпионат США                                     |    |   |   |           | [ 3 ]           |
| 1968 | Лугано          | XVIII Олимпиада (сборная Виргинских островов, 1-я доска)   | 7  | 6 | 3 | 8½ из 16  |                 |
| 1969 | Кито — Гуаякиль | Зональный турнир                                           | 4  | 5 | 3 | 5½ из 12  | 9               |
| 1970 | Гавана          | Панамериканский чемпионат                                  | 4  | 9 | 4 | 6 из 17   | 15              |
|      | Зиген           | XIX Олимпиада (сборная Виргинских островов, 1-я доска)     | 4  | 9 | 6 | 7 из 19   |                 |
| 1972 | Атлантик-Сити   | Открытый чемпионат США                                     |    |   |   |           | [ 6 ]           |
| 1974 | Нью-Йорк        | Открытый чемпионат США                                     |    |   |   |           | [ 7 ]           |
|      | Ницца           | XXI Олимпиада (сборная Виргинских островов, 1-я доска)     |    |   |   |           |                 |
| 1976 | Хайфа           | XXII Олимпиада (сборная Виргинских островов, 1-я доска)    | 9  | 2 | 2 | 10 из 13  |                 |
| 1978 | Буэнос-Айрес    | XXIII Олимпиада (сборная Виргинских островов, 1-я доска)   | 8  | 3 | 3 | 9½ из 14  |                 |
| 1980 | Валлетта        | XXIV Олимпиада (сборная Виргинских островов, 1-я доска)    |    |   |   | 11½ из 14 | Золото на доске |
| 1982 | Люцерн          | XXV Олимпиада (сборная Виргинских островов, 1-я доска)     | 8  | 1 | 5 | 10½ из 14 |                 |
| 1984 | Салоники        | XXVI Олимпиада (сборная Виргинских островов, 1-я доска)    | 6  | 6 | 2 | 7 из 14   |                 |
| 1986 | Дубай           | XXVII Олимпиада (сборная Виргинских островов, 1-я доска)   | 7  | 4 | 1 | 7½ из 12  |                 |
| 1988 | Салоники        | XXVIII Олимпиада (сборная Виргинских островов, 1-я доска)  |    |   |   |           |                 |
| 1990 | Нови-Сад        | XXIX Олимпиада (сборная Виргинских островов, 1-я доска)    | 7  | 2 | 4 | 9 из 13   |                 |
| 1992 | Манила          | XXX Олимпиада (сборная Виргинских островов, 1-я доска)     | 7  | 6 | 1 | 7½ из 14  |                 |
| 1993 | Филадельфия     | Открытый чемпионат США                                     |    |   |   |           | [ 8 ]           |
| 1994 | Москва          | XXXI Олимпиада (сборная Виргинских островов, 1-я доска)    | 10 | 3 | 1 | 10½ из 14 |                 |
| 2002 | Блед            | XXXV Олимпиада (сборная Виргинских островов, ?-я доска)    | 6  | 2 | 5 | 8½ из 13  |                 |
| 2004 | Кальвия         | XXXVI Олимпиада (сборная Виргинских островов, ?-я доска)   | 7  | 5 | 2 | 8 из 14   |                 |
| 2006 | Арвье           | Чемпионат мира среди ветеранов                             |    |   |   |           | [ 9 ]           |
|      | Турин           | XXXVII Олимпиада (сборная Виргинских островов, ?-я доска)  | 3  | 6 | 2 | 4 из 11   |                 |
| 2008 | Дрезден         | XXXVIII Олимпиада (сборная Виргинских островов, ?-я доска) | 3  | 6 | 0 | 3 из 9    |                 |